# Крэкенторп, Спенсер
Спенсер Крэкенторп (англ. Spencer Crakanthorp, 17 февраля 1885, Сидней — 1 августа 1936, там же) — австралийский шахматист. Чемпион Австралии 1926 и 1927 гг. Чемпион Новой Зеландии 1924 и 1925 гг. Шестикратный чемпион штата Новый Южный Уэльс.
23 раза участвовал в телеграфном матче Новый Южный Уэльс — Виктория. Общий результат — 15 из 23 (+13-6=4).
С. Крэкенторп — член самой известной в Австралии шахматной семьи.
Отец — Лоуренс Спесер Крэкенторп (1857—1929), один из сильнейших шахматистов Австралии конца XIX — начала XX вв.
Дочь — Энн Крэкенторп, в замужестве Пурди (1915—2013), одна из сильнейших шахматисток Австралии середины XX в.
Зять — Сесил Пурди (1906—1979), чемпион мира по переписке, гроссмейстер ИКЧФ, четырехкратный чемпион Австралии.
Внук — Джон Пурди (1935—2011), двукратный чемпион Австралии.
Муж внучки — Фрэнк Хатчингс, чемпион Новой Зеландии среди юниоров.

## Спортивные результаты
| Год         | Город      | Соревнование                                                          | + | − | = | Результат | Место |
| ----------- | ---------- | --------------------------------------------------------------------- | - | - | - | --------- | ----- |
| 1905        | Сидней     | Чемпионат Нового Южного Уэльса                                        |   |   |   |           | 1     |
| 1908        | Сидней     | Чемпионат Нового Южного Уэльса                                        |   |   |   |           | 1     |
| 1912        | Ричмонд    | Чемпионат Великобритании                                              |   |   |   |           | 5—6   |
| 1913        | Беллинген  | Матч с У. Вайнером (на звание чемпиона Австралии)                     | 1 | 7 | 3 | 2½ : 8½   |       |
| 1922        | Мельбурн   | Чемпионат Австралии                                                   |   |   |   |           | [ 3 ] |
| 1923        |            | Матч по телеграфу Новый Южный Уэльс — Виктория (против Г. Гундерсена) | 1 | 0 | 0 | 1 из 1    |       |
| 1923 / 1924 | Веллингтон | Чемпионат Новой Зеландии                                              |   |   |   |           | 1     |
| 1924        | Сидней     | Показательная партия с Б. Костичем                                    | 0 | 1 | 0 |           |       |
| 1925 / 1926 | Данидин    | Чемпионат Новой Зеландии                                              |   |   |   |           | 1     |
| 1926        | Сидней     | Чемпионат Австралии                                                   |   |   |   |           | 1     |
| 1927        | Перт       | Чемпионат Австралии                                                   |   |   |   |           | 1     |
| 1930 / 1931 | Мельбурн   | Чемпионат Австралии                                                   |   |   |   |           | [ 3 ] |